# Darius Gaiden
Darius Gaiden (ダライアス外伝) est un jeu vidéo de type shoot 'em up développé et édité par Taito, sorti en 1994 sur borne d'arcade, Windows, Saturn, PlayStation et PlayStation 2.

## Accueil
- Electronic Gaming Monthly : 7,375/10 (SAT)[1]